# مانويل جونغلاس
مانويل جونغلاس (بالألمانية: Manuel Junglas)‏ (31 يناير 1989 بكولونيا في ألمانيا - ) هو لاعب كرة قدم ألماني في مركز الوسط. لعب مع أرمينيا بيليفيلد وألمانيا آخن ونادي آلن.

## وصلات خارجية
- مانويل جونغلاس على موقع قاعدة بيانات كرة القدم.إي يو (الإنجليزية)
- مانويل جونغلاس على موقع بيانات كرة القدم. دي إي (الألمانية)
- مانويل جونغلاس على موقع Soccerway.com (الإنجليزية)
- مانويل جونغلاس على موقع عالم كرة القدم.نت (الإنجليزية)